# 満田伸明
満田 伸明（みつだ のぶあき、1974年1月8日 - ）は、日本の俳優。大阪府出身。ジェイクリップ所属。

## 略歴
1998年、大阪から上京。下北沢駅前で路上一人芝居を始める。
多い時は80名ほどが駅前の階段を埋め尽くすほどの盛況ぶりから、下北沢の劇場（北沢タウンホール）で一人芝居を打つ事になる。
MITSUSYAの名で年1回「演とら☆Tigers」舞台をプロデュースしていた。
2003年に発売したプレイステーション用ゲーム『SIREN』で宮田司郎、牧野慶の二役を務め、当たり役となる。発売当時は演者側にスポットが当たることはなかったが、ゲーム実況文化の盛り上がりとともに10周年、15周年と定期的にイベントが行われており出席している。
2016年、3年ぶりに舞台へ復帰。BuzzFestTheater「裏の泪と表の雨」にて主演を演じた。
2019年10月末、SHOWROOMでラジオ配信を開始。
当初は『SIREN』で共演した篠田光亮がつけた「満田伸明の好っきゃねん大阪（仮）」という番組タイトルであったが、のちに自身が命名した「#満田のくせに」に変更。
不定期配信、毎週金曜日23:00 - 、毎週木曜日22:00 - と配信時間を変え、現在は毎週木曜日20:00 - 約1時間＋その後虹会（2次会）と称して15分ほどの定期配信を行っている。
2020年4月13日以降はYouTubeとSHOWROOMの同時配信形式となった。

## 人物
趣味は野球、スポーツ観戦。特技はアルトサックス、ダンス、ボウリング、ダーツ、瞬きを1時間以上しない（自己最高記録1時間5分）。
素でのしゃべりは関西弁。『SIREN』で演じた宮田司郎は生真面目だがサイコパスな医者というつかめないキャラクターだったため、「宮田ってなんなんですかね」と脚本の佐藤直子に何度も相談したという。
2024年7月7日からTikTok縦型ショートムービー「どろんこドラマ」を配信中している

## 出演

### テレビドラマ
- 救命病棟24時
- スタアの恋
- ナイトホスピタル - 金子 役
- ドゥニチラブ - 藤村良介 役
- 水戸黄門 - 第35部 忠太郎 役・第36部 喜太郎 役
- 夢みる葡萄
- SPEED STAR
- 六千人の命のビザ
- 水曜ミステリー9 ブランド刑事
- サラリーマン刑事4 - 今井 役
- ダイヤモンドガール
- メッセージ〜言葉が裏切っていく〜
- 天国への階段 - 大久保刑事 役
- 火曜サスペンス劇場 警視庁鑑識班
- アミューズフィールド
- 湯けむりドクター華岡万里子の温泉事件簿 - 坂木刑事（第3話ゲスト） 役
- 月曜ゴールデン 警視庁心理捜査官・明日香
- 水曜ミステリー9 警視庁黒豆コンビ怒りの大捜査 - 第4話ゲスト
- 京都地検の女4 - 第4話ゲスト
- パンダが町にやってくる
- 月曜ゴールデン 警視庁鑑識課〜南原幹司の鑑定〜 - 新城浩一 役
- 月曜ゴールデン 警視庁鑑識課〜南原幹司の鑑定2〜 - 新城浩一 役
- マルモのおきて - 中西修一 役
- 早海さんと呼ばれる日
- ヤメ刑探偵 加賀美塔子2
- 金曜プレステージ 屍活師 女王の法医学
- マルモのおきてスペシャル - 中西修一 役
- 世にも奇妙な物語
- リスクの神様 - マネージャー 役
- 死の臓器
- 図書館戦争 ブック・オブ・メモリーズ（2015年10月5日、TBS）
- 痛快TV スカッとジャパン
- 天才を育てた女房～世界が認めた数学者と妻の愛～
- 向かいのバズる家族
- Pokémon GO - 「好きなようにGOしよう」篇
- レッドアイズ 監視捜査班 第2話（2021年1月30日、日本テレビ） - 宮崎次郎 役
- 監察医 朝顔 第2シリーズ 第15話（2021年2月22日、フジテレビ） - 内田脳神経外科医師 役
- 警部補ダイマジン
- おいハンサム!!2 第3話（2024年4月20日、東海テレビ・フジテレビ） - 久富の部下 役[2]
- JKと六法全書 第5話（2024年5月17日、テレビ朝日）[3]

### 映画
- 図書館戦争
- MONSTERZ
- おしゃれして行こう！ - 重盛忠嗣 役

### ゲーム
- SIREN - 牧野慶・宮田司郎 役（二役）

### 舞台
- 演とらvol.1 同乗するならハンコくれ! - 古川孝也 役
- 演とらvol.2 明日は来るか!?〜ザ・トゥルーショウ〜
- 演とらvol.3 VERTIGO! バーチゴ 〜操縦不能な日常〜 - 松下 役
- 恋の土俵入り
- くらわんか!(大阪新歌舞伎座)
- カンパニーキッチンはいかがでしょう
- Dear Distiny
- 気分はスゥイートルーム
- BLUE
- 弧演亭
- 乾いて候（大阪新歌舞伎座）
- GO-SUNS しゃくなげの花
- GO-SUNS ピストル
- GO-SUNS HELLO WORK!
- GO-SUNS 正太くんの青空
- 旦那のも飲んだ、喜劇で火の中。
- ドブ恋2
- 裏の泪と表の雨
- 昏闇の色
- 裏の泪と表の雨（再演）
- -黴-（かび）
- ガードマンズオブマクハリー
- 舞台版「ゲゲゲの鬼太郎」[4]
- 松竹新喜劇 裏十八番の内 鼓[5]

### CM
- アサヒビール
- リンガーハット
- 北陸銀行
- ヘルシア緑茶 フットサル篇
- 武蔵野銀行
- 明星 Quick1
- ピーアーク
- 大阪ガス 省エネの鬼 夏篇
- ナリス化粧品
- NTT東日本 チームイチロー編
- 明聖学院webコース 登校編
- プリントパック 約束のサッカーボール
- JR東海スマートEX サラリーマン編
- ポケモンGO
- ディーセントワーク
- 雪印メグミルク『毎日骨太』
- 小林製薬 生葉
- ヱスビー食品『ゴールデンカレー』ゴールデンカレーマンション中辛・辛口篇